# لي سنغ-دون
لي سنغ-دون (هانغل: 이 상돈) هو لاعب كرة قدم كوري جنوبي في مركز الوسط، ولد في 12 أغسطس 1985 في كوريا الجنوبية. لعب مع أولسان هيونداي وسوون سامسونغ بلووينغز ونادي غويانغ زايكرو.

## وصلات خارجية
- لي سنغ-دون على موقع دوري كوريا الجنوبية (الإنجليزية)
- لي سنغ-دون على موقع قاعدة بيانات كرة القدم.إي يو (الإنجليزية)